# شهرستان منوجان
شهرستان منوجان از شهرستان‌های استان کرمان ایران است. مرکز این شهرستان، شهر منوجان است.
این شهرستان در تاریخ ۳ مهر ۱۳۸۱ از شهرستان کهنوج جدا شد و مستقل گردید.

## جغرافیا
شهرستان منوجان از شمال با شهرستان کهنوج، از غرب تا جنوب غربی با شهرستان رودان استان هرمزگان، از شرق با شهرستان قلعه‌گنج، از جنوب با شهرستان میناب استان هرمزگان همسایه است.
ش‍ه‍رس‍ت‍ان م‍ن‍وج‍ان در ف‍اص‍ل‍ه ۴۰۰ کی‍ل‍وم‍ت‍ری ج‍ن‍وب غربی کرمان، ۱۵۵ کیلومتری جنوب جیرفت و ۱۳۰ کیلومتری شرق بندرعباس ق‍رار گ‍رف‍ت‍ه و در دشتی گرم و مرطوب و نسبتاً وسیع واقع شده است.
این شهرستان در ارتفاع ۳۴۲ متر از سطح دریا و با بیشینه و کمینهٔ دمایی بین ۵۰ و ۳- درجهٔ سانتی‌گراد واقع شده است. این شهرستان دارای وسعتی بالغ بر ۳٬۵۴۷ کیلومتر مربع است.

## تقسیمات کشوری
شهرستان منوجان دارای ۲ بخش، ۵ دهستان و ۲ شهر به شرح زیر است:

### شهرستان منوجان
| بخش     | مرکز بخش | جمعیت بخش ۱۳۹۵ | نام دهستان | مرکز دهستان | جمعیت دهستان ۱۳۹۵ | شهر    | جمعیت شهر ۱۳۹۵ |
| ------- | -------- | -------------- | ---------- | ----------- | ----------------- | ------ | -------------- |
| مرکزی   | منوجان   | ۴۸٬۶۹۴ نفر     | قلعه       | منوجان      | ۲۸٬۵۹۸ نفر        | منوجان | ۱۵٬۶۳۴ نفر     |
| مرکزی   | منوجان   | ۴۸٬۶۹۴ نفر     | نورآباد    | چاه شاهی    | ۲٬۸۷۸ نفر         | منوجان | ۱۵٬۶۳۴ نفر     |
| مرکزی   | منوجان   | ۴۸٬۶۹۴ نفر     | گشمیران    | گشمیران     | ۱٬۵۸۴ نفر         | منوجان | ۱۵٬۶۳۴ نفر     |
| آسمینون | نودژ     | ۱۶٬۲۶۸ نفر     | بجگان      | بجگان       | ۶٬۴۶۳ نفر         | نودژ   | ۵٬۵۶۲ نفر      |
| آسمینون | نودژ     | ۱۶٬۲۶۸ نفر     | نودژ       | نودژ        | ۴٬۲۴۳ نفر         | نودژ   | ۵٬۵۶۲ نفر      |

## کشاورزی
محصولات آن خشکبار در آن کشت می‌گردد. سطح زیر کشت محصولات باغی به حدود ۷۵۰۰ هکتار و زراعی هم به ۶۵۵۰ هکتار بالغ می‌شود.

## جمعیت
بر پایه سرشماری عمومی نفوس و مسکن در سال ۱۳۹۵، جمعیت شهرستان منوجان برابر با ۶۴٬۹۷۱ نفر بوده است.